# Комплекс з виробництва полівінілхлориду в Амірії
Комплекс з виробництва полівінілхлориду в Амірії — виробничий майданчик на півночі Єгипту.
Проєкт реалізували через державну компанію Egyptian Petrochemical Company (EPC), що наразі належить до корпорації Egyptian Petrochemicals Holding Company (ECHEM).  Завод, що почав діяльність в 1987 році, продукує дихлоретан, з якого отримують мономер вінілхлориду, а далі перетворюють його на полівінілхлориду.
Дихлоретан отримують реакцією хлору та етилену. Хлор виробляють на самому майданчику електролізом хлориду натрію (проєктна річна потреба майданчику в солі станом на початок 2010-х — 127 тисяч тонн), при цьому окрім 67 тисяч тонн хлору можливо отримувати цілий ряд супутніх продуктів — 73 тисячі тонн каустичної соди, а також соляну кислоту та гіпохлорит натрію.
Етилен в обсягах до 45 тисяч тонн на рік отримують від сторонніх постачальників. Комплекс EPC в Амірії отримав власний причал для прийому цього олефіну, який виконали у вигляді платформи, встановленої за 1,1 кілометра від узбережжя.  Платформа приймала танкери з етиленом ємністю від 4000 до 8000 м3 з максимальною осадкою 8 метрів та довжиною до 125 метрів, а після переведення у газову фазу етилен перекачували на майданчик EPC. Іншим джерелом етилену стала запущена в 2000 році поряд з заводом EPC піролізна установка компанії SIDPEC (у 2016-му тут же ввели в дію другу піролізну установку компанії ETHYDCO, проте її лінія полімеризації здатна споживати весь випущений етилен). Що стосується причалу-платформу, то в якийсь момент його перестали використовувати.
Станом на початок 2020-х потужність майданчику становила 100 тисяч тонн мономеру вінілхлориду та 80 тисяч тонн полівінілхлориду на рік. У 2021/2022 фінансовому році завершили модернізацію, що дозволила довести проєктну потужність по мономеру до 125 тисяч тонн.
При роботі в проєктному режимі завод споживає 198 млн м3 природного газу, при цьому побіч з ним розташований Газопереробний завод Західної пустелі (останній став до ладу лише в 2000 році, а до того споживачів в індустріальній зоні на захід від Александрії міг забезпечувати введений у 1990-му газопереробний завод Амірія).
Енергетичні потреби заводу обслуговує власна ТЕС. Також майданчик має опріснювальну установку, що використовує технологію зворотного осмосу та використовує дві лінії продуктивністю по 190 м3 на годину. Ще одним допоміжним об'єктом є фільтрувальна станція, яка має кілька піщаних фільтрів та здатна подавати до 1000 м3 на годину нещодавно згаданому заводу ETHYDCO.